# ASARS-2
ASARS-2는 미국의 록히드 U-2 정찰기가 주된 정찰수단으로 사용하는 2세대 SAR(합성개구레이다) 시스템이다. Advanced Synthetic Aperture Radar System(첨단 SAR 시스템)의 약자이다.

## 역사
ASARS-1 시스템은 SR-71 블랙버드 정찰기에 사용되었다.
ASARS-2 시스템은 1980년대 초반에 휴즈 항공이 개발하였다. 지금은 레이시온이 생산하고 있다.
전천후 주야간 정찰이 가능하며, 250-300km 떨어진 지역의 10~30cm 크기 물체를 식별할 수 있다. U-2기는 이 레이다의 장착때문에 노우즈 콘 부분이 매우 길쭉하게 되었다. 측면감시공중레이다로서, 전자적 스캔방식의 두개의 V자형의 평면배열 안테나를 장비한다.
ASARS-2 Plus 버전이 영국판 E-8 JSTARS라고 불리는 ASTOR에 장착되었다. 레이시온 센티넬 참조.
ASARS-2는 RQ-4 글로벌 호크크에도 장착된다. HISAR라고 부른다.
ASARS-2로부터의 기록은 실시간 광역 데이터링크를 통하여 록히드 마틴으로부터 공급되는 TR-1 지상스테이션이나 TRIGS-1 지상스테이션으로 전송된다.
동영상의 전송속도는 84 Mbps, 정지영상의 전송속도는 8 Mbps이다. 개량형은 동영상 274 Mbps, 정지영상 45 Mbps의 속도로 향상될 예정이다.

## ASARS-2B
레이시온이 개발한 ASARS-2B는 ASARS-2A와 동일한 10-30 cm 해상도에, 감시영역이 2배 확대되었다. ASARS-2A의 탐지거리는 250-300 km로 알려져 있다. 감시영역 2배면 탐지거리는 1.4배 증가되었다는 의미이다.

## 사용 기종
- 록히드 U-2
- 레이시온 센티넬 영국의 ASTOR. 영국판 E-8 JSTARS. 영국판 금강정찰기
- E-8 JSTARS
- RQ-4 글로벌 호크 HISAR (HISAR 상세 설명은 RQ-4 Global Hawk 참조)
- RC-7B HISAR. 미국 육군